# Cephaelis
Cephaelis é um género botânico pertencente à família Rubiaceae.

## Espécies
- Cephaelis ipecacuanha